# Opilio
Genre
Opilio est un genre d'opilions eupnois de la famille des Phalangiidae.

## Distribution
Les espèces de genre se rencontrent en écozone paléarctique.

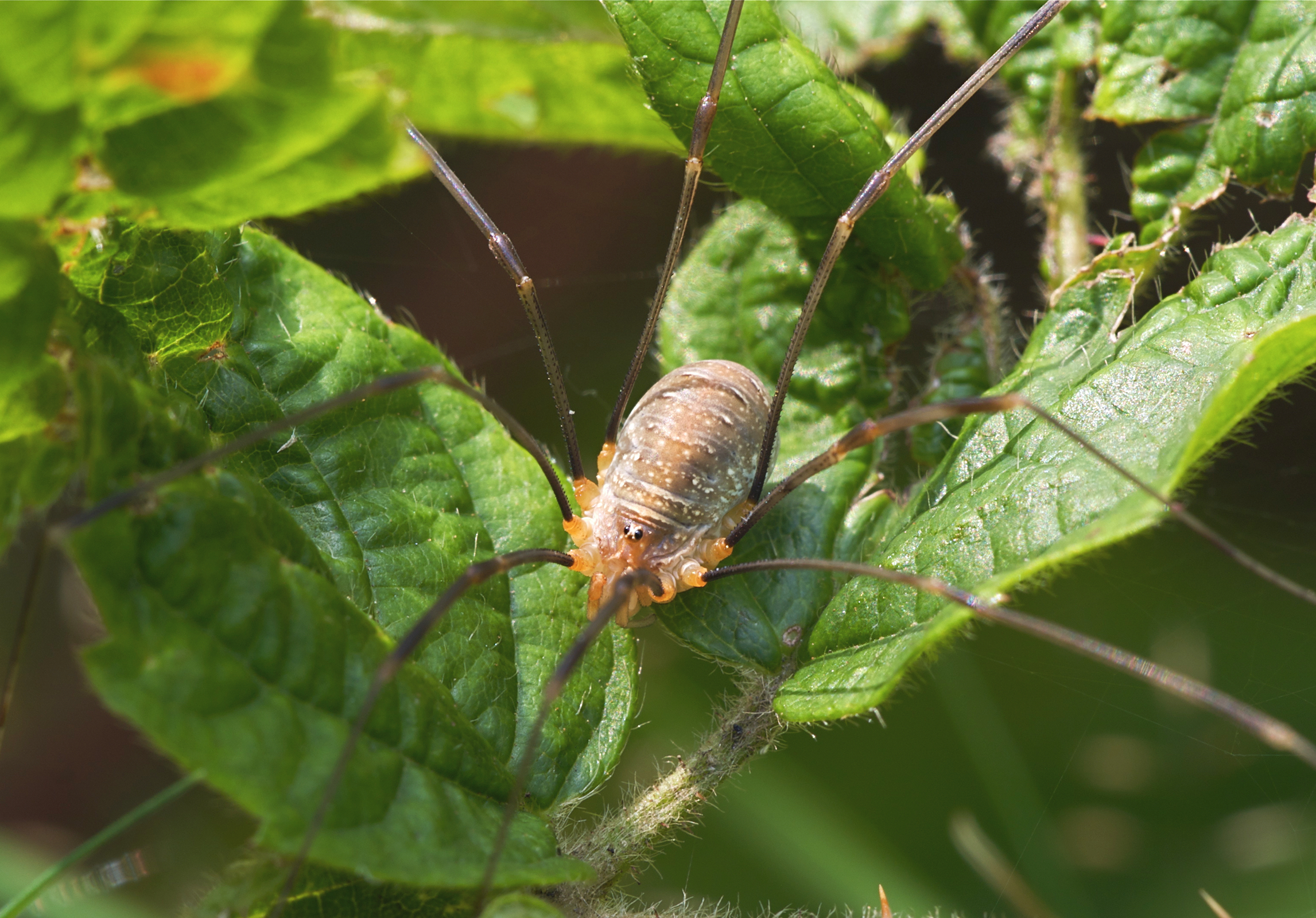
Opilio canestrinii

## Liste des espèces
Selon World Catalogue of Opiliones (29/04/2021) :
- Opilio afghanus Roewer, 1960
- Opilio apsheronicus Snegovaya, 2005
- Opilio arborphilus Snegovaya, 2010
- Opilio canestrinii (Thorell, 1876)
- Opilio caucasicus Snegovaya, 2010
- Opilio coxipunctus (Sørensen, 1911)
- Opilio decoratus Koch, 1878
- Opilio dinaricus Šilhavý, 1938
- Opilio ejuncidus (Thorell, 1876)
- Opilio grasshoffi Staręga, 1986
- Opilio hemseni Roewer, 1952
- Opilio himalincola Martens, 1973
- Opilio insulae Roewer, 1956
- Opilio kakunini Snegovaya, Cokendolpher & Mozaffarian, 2018
- Opilio lederi Roewer, 1911
- Opilio lepidus Koch, 1879
- Opilio magnus Hadži, 1973
- Opilio minutus Meade, 1855
- Opilio morini Snegovaya, 2016
- Opilio nabozhenkoi Snegovaya, 2010
- Opilio parietinus (De Geer, 1778)
- Opilio putnik Karaman, 1999
- Opilio rossicus Snegovaya, 2016
- Opilio rutilus Morin, 1934
- Opilio ruzickai Šilhavý, 1938
- Opilio saxatilis Koch, 1839
- Opilio setipenis Snegovaya, 2008
- Opilio shirvanicus Snegovaya, 2005
- Opilio silhavyi Kratochvíl, 1936
- Opilio silvestris Snegovaya, 2010
- Opilio transversalis Roewer, 1956
- Opilio trispinifrons Roewer, 1911
- Opilio validus Roewer, 1959
- † Opilio ovalis Berendt & Koch, 1854

## Publication originale
- Herbst, 1798 : « Naturgeschichte der Insecten-Gattung Opilio. » Natursystem der ungeflügelten Insekten, Gottlieb August Lange, Berlin, vol. 3, p. 1–30 (texte intégral).